# Contes et fables
Le livre Contes et fables est un choix de textes tirés de l'encyclopédie El Cristià (en français : « Le Chrétien »), écrits par Francesc Eiximenis (1327-1409), traduits du catalan par Patrick Gifreu et publiés en France aux Éditions de la Merci en 2009.

## Résumé
Les Contes et fables sont placés sous la perspective de l'éducation théologique, dont l'utilisation d'exempla, et autres ficta, n'est que l'instrument.
Eiximenis écrit conformément au modèle du fablier médiéval. Ses productions sont fidèles aux sources communes. Telle production révèle cependant le traitement littéraire auquel l'auteur a soumis ses modèles.
Pour Eiximenis, il est bon de railler le vice et les travers dans un but de correction. Et ce sera le mérite de l'humour. L'auteur tisse un humour tout en nuances et en demi-teintes, mais qui finit par déboucher sur le gros rire. 

## Éditions
- François Eiximenis, Contes et fables, Éditions de la Merci, Perpignan, 2000  (ISBN 9782953191721)